# 田中栄民
田中 栄民（たなか よしたみ、1955年1月8日 - ）は、山梨県出身のプロボクサー・ボクシングトレーナーである。167cm。AB型。現在は一力ボクシングジムのトレーナー。愛称は「先生」。

## 来歴
高校を1年で中退後ボクシングと出会い上京し中村ジムに入門。アマチュアでは18戦を戦い、17歳の1972年3月4日全日本社会人選手権ライト級決勝戦にてミュンヘン五輪ベスト8でプロ転向後ロイヤル小林として世界王者になる小林和男に判定で1敗したのみという実力者であった。 
プロに転向し2戦2勝を挙げるが、交通事故に遭い網膜剥離と診断されたため20歳の若さで引退を余儀なくされた。
引退後、小島工芸ジムで指導者を目指す。直後に角海老宝石ジムが旗揚げされ、田中も参加。
後の世界王者小林光二や数多くの日本王者を育てる。
その後、角海老ジムを離れ、都内のジムを転々とする。宮田ジム在籍中の1997年、エディ・タウンゼント賞を受賞。同ジムに入門したばかりの内藤大助も田中の指導を受け、新人王を獲得した。
2000年、小林秀徳を引きつれ角海老ジムに復帰。
本望信人、小堀佑介、土屋修平らを育て上げた。
2020年2月、角海老時代の教え子であった秋葉慶介が立ち上げたアキバボクシング&フィットネスジムトレーナーに就任。
2021年、東京都墨田区の一力ボクシングジムのチーフトレーナーに就任。